# Juan Palma Vargas
Juan Palma Vargas es un profesor adscrito al Centro de Relaciones Internacionales de la FCPyS de la UNAM. Es licenciado y maestro en Relaciones Internacionales en la Facultad de Ciencias Políticas y Sociales de la UNAM y cursa el Doctorado en la misma institución. Fungió como coordinador del Centro de Relaciones Internacionales por el periodo 2005-2007.
En el sector público, ha desempeñado diversos cargos en la Secretaría de Relaciones Exteriores y en la Secretaría de Medio Ambiente y Recursos Naturales. Colaborador y comentarista en medios impresos y electrónicos. Jurado del Premio Nacional 2002 de Ciencia y Tecnología en el área de Medio Ambiente.
Es consultor para las siguientes entidades públicas: Universidad Autónoma de la Ciudad de México, Universidad Autónoma del Estado de Morelos y Gobierno del Estado de México. Asimismo, es asesor ambiental y de salud para la empresa Nuevo Milenio para la Salud desde 2007.